# Porosana micralis
Porosana micralis är en fjärilsart som beskrevs av William Schaus 1916. Porosana micralis ingår i släktet Porosana och familjen nattflyn. Inga underarter finns listade i Catalogue of Life.